# Reina, esclava o mujer
Reina, esclava o mujer es el octavo álbum de estudio de la cantante mexicana Myriam, publicado el 24 de junio de 2014 por la compañía EMI Music México. Es su primer disco en cuatro años desde ¡Regio corazón, alma mexicana! (2010) y marca el regreso de la cantante después de una pausa musical por su embarazo.

## Desarrollo y grabación
Tras el lanzamiento de 10 Años bajo el sello de Emi Music, esta misma comenzó un proceso de transición por la compra de sus activos por Universal Music Group, por lo que Myriam fue una de las artistas adquiridas por este sello. A raíz de esto su nueva compañía empezó a preparar su nuevo álbum de estudio a finales de 2013. Para principios de 2014 a través de Twitter se reveló que la producción estaría a cargo de Mario Iván Contreras, al tener varios trabajos en puerta, llama a Pavel Cal con quien ya había trabajado anteriormente para hacer los arreglos musicales del disco, los cuales se realizaron durante 5 días de grabación de baterías, bajos y liras; teniendo influencias de Queen, Jhon Mayer y Bones.
El álbum fue grabado en el mes de febrero en Monterrey, México. El material contiene 10 temas y la producción estuvo a cargo de dicho productor, mismo que ha trabajado con varios artistas como: Alejandro Fernández, Belinda, Bustamante, Dulce María, entre otros. 
En marzo mediante su cuenta oficial de Twitter da a conocer que su concierto del 26 de abril en el Lunario del Auditorio Nacional será la presentación del disco.

## Lanzamiento
Reina, Esclava o Mujer fue lanzado el 24 de junio en formato físico y digital de manera oficial, sin embargo, en algunas tiendas de discos de la Ciudad de México salió a la venta a su llegada a las bodegas, de manera digital se publicó la noche del 23 de junio, el disco logró colocarse en minutos en primero y segundo lugar en las plataformas digitales de Itunes y Google Play respectivamente, esto debido a la difusión entre los fanes en las redes sociales.
En entrevista con Leonardo_Marker la cantante dio la primicia del contenido de esta nueva placa discográfica ya que el material será en formato CD+DVD, a lo que ella comenta que cada canción viene acompañada de su video en ejecución del tema.

## Promoción
El lanzamiento estuvo apoyado de una presentación en el Lunario del Auditorio Nacional la noche del 26 de abril de 2014. En dicho evento interpretó algunos temas incluidos en el material como Así no te amará jamás, Señora, Aprendiz y No Te Equivoques. Esta misma noche Myriam reveló cual sería el corte musical a promocionar como primer sencillo: Así no te amará jamás. Días después en su cuenta de oficial de Twitter reveló la fecha de lanzamiento digital del sencillo y fue así que el 13 de mayo debutó en primer lugar de ventas digitales.
También se contó con la compañía de la cantante española Ana Cirre con la cual interpretaron el famoso "Casi Perfecto".
El 26 de junio de 2014 fue la encargada de cerrar "La Feria de la Música" en el Auditorio Nacional.

## Contenido
Reina, Esclava o Mujer es un material CD+DVD que contiene 10 temas para el CD y 9 clip's y una entrevista para el DVD. La nueva placa musical de la cantante contiene 9 son covers ochenteros y 1 tema completamente inédito. EL motivo principal de esta selección es un regreso a los inicios de la ganadora de la primera generación, tal cual como saltó a la fama en el año 2002, característica principal que la llevó a ganar es la forma interpretativa y el sentimiento que le imprime a cada canción.
Los temas fueron seleccionados principalmente por la compañía discográfica y la cantante. El tema  No Te Equivoques  ya había sido presentada en 2013 en su anterior presentación de celebración de 10 años de trayectoria en el Lunario del Auditorio Nacional, aunque en una versión musical diferente.

## Juntas y Revueltas
Juntas y Revueltas es un concepto musical creado por el productor Hugo Mejuto a través de Mejuto Producciones, es la segunda edición de este, la primera fue protagonizada por Susana Zabaleta y Regina Orozco, en 2014 Hugo invita a Sheyla y a Myriam para la segunda edición que se llevó a cabo el 31 de agosto de 2014 en el Teatro Metropólitan

## Entera
Entera es un show protagonizado por la cantante mexicana Myriam y creado por el multifacetico productor mexicano Hugo Mejuto como apoyo al séptimo álbum de estudio de la cantante Reina, esclava o mujer.
El proyecto nació en 2013 haciendo una primera edición de éste por la cantante Rocío Banquells, en 2014 después de presentar la segunda emisión de otro de los conceptos de Hugo Mejuto, que fue Juntas y Revueltas donde participó Myriam, éste anunció la segunda edición de "Entera", que se presentaría el 6 de diciembre de 2014 en el salón "La Maraka" en la Ciudad de México.

### Antecedentes
Después del éxito de Juntas y Revueltas, Hugo Mejuto anunció un nuevo proyecto con Myriam el cual mostraría el gran regreso de la misma a los escenarios y mostrando una madurez a lo largo de sus 12 años de carrera. Es así que salió a la luz la fecha de presentación de este show para el 6 de diciembre de 2014 en el salón "La Maraka" de la Ciudad de México. La venta de boletos salió a los pocos días en taquilla y el equipo de Mejuto Producciones.
En noviembre de 2014 salió a la luz que, por problemas con el empresario propietario del lugar donde se llevaría a cabo el evento, éste sería reprogramado para otra fecha y lugar que anunciarían más adelante(cita). Es así que, a pocos días de la cancelación fue anunciada la nueva fecha, dándose el 14 de marzo de 2015 en el imponente Teatro Metropólitan de la Ciudad de México. Iniciando la venta de boletos el 15 de diciembre de 2014.

### Concepto
"Entera" es un show original de Hugo Mejuto y abanderado por la cantante Myriam quien saltó a la fama en 2002, el cual presenta a la misma en su mejor momento, haciendo gala de su potente voz.
En algunos medios se había anunciado que interpretaría desde sus mayores éxitos como Hasta el Límite, Lo que siento es amor, hasta canciones de cantantes como Alejandra Guzmán, Roxette, Kany y Los Eléctricos, entre otros. Por lo que el show se inclinaría más por el género pop-rock, saliendo de su zona de confort que es la balada.

### Setlist
- Entera (semblanza)
- Yohoo sin ti
- Así no te amará jamás
- Aprendiz
- Ya lo ves

- Prefiero estar sola
- La loca
- No te equivoques
- Dejárselo a la suerte
- Es difícil
- Señora
- Lo que siento es amor

- Úsame
- Veneno
- El me mintió
- Sola
- No huyas de mi
- Hasta el límite

- Bonus:
- Enamorada de ti
- Medley Una Mujer: Acostúmbrame/Corazón sin dueño/Sin ti no hay nada

### Grabación
En un principio, en video chats, el productor Hugo Mejuto había rechazado la posibilidad de que el show se grabara, debido a que la disquera Universal Music Group a la cual pertenece Myriam, tenía planes distintos para ella. No es así, hasta llevarse a cabo la presentación en el Teatro Metropólitan que la también actriz de teatro musical confirmara que Mejuto Producciones y Universal Music Group, se encontraban grabando el show para editarlo y sacarlo a la venta, éste se convertiría en el primer álbum en directo de la cantante.
Más tarde, mediante Twitter se confirmó que la Dirección de Grabación corría a cargo de Antonio Roma y “La Catrina Films, quienes posteraron fotografías de los avances del proyecto, han dirigido recientemente el álbum en directo de Los Angeles Negros.
El 16 de mayo de 2015, Hugo Mejuto mediante su cuenta de Facebook subió pequeños cortos de las canciones “Úsame” y “No Huyas de Mi” y reveló que el material está programado a salir entre agosto y septiembre de 2015 solo en formato DVD.

### Créditos
Producción: Hugo Mejuto
Coros: Felicia Lara
Guitarra: Miguel Pasos
Bajo: Aldo Núñez
Batería: Enrique Escalante

## Lista de canciones
CD

| N.º | Título                        | Escritor(es)                                    | Duración |  |
| 1.  | «Señora»                      | Manuel Alejandro/Ana Magdalena                  | 4:17     |  |
| 2.  | «Así no te amará jamás»       | Amanda Miguel/Diego Verdaguer/Graciela Carballo | 4:08     |  |
| 3.  | «Como tu mujer»               | Marco Antonio Solís                             | 4:12     |  |
| 4.  | «Abrázame»                    | Difelisatti/José Ramón García Flores            | 4:31     |  |
| 5.  | «Acaríciame»                  | Alejandro Jaén                                  | 4:36     |  |
| 6.  | «Quiero amanecer con alguien» | Daniela Romo/Bebu Silvetii                      | 3:45     |  |
| 7.  | «Aprendiz»                    | Alejandro Sánchez Pizarro                       | 4:44     |  |
| 8.  | «No te equivoques»            | Israel Dasis                                    | 3:32     |  |
| 9.  | «Déjame volver contigo»       | Rafael Pérez Botija                             | 4:51     |  |
| 10. | «Detrás de mi ventana»        | Ricardo Arjona                                  | 4:55     |  |

DVD
| N.º | Título                        | Duración |  |
| 1.  | «Señora»                      | 4:09     |  |
| 2.  | «Así no te amará jamás»       | 3:22     |  |
| 3.  | «Como tu mujer»               | 3:38     |  |
| 4.  | «Déjame volver contigo»       | 4:30     |  |
| 5.  | «Acaríciame»                  | 6:15     |  |
| 6.  | «Quiero amanecer con alguien» | 4:38     |  |
| 7.  | «Detrás de mi ventana»        | 3:28     |  |
| 8.  | «Aprendiz»                    | 3:27     |  |
| 9.  | «No te equivoques»            | 4:35     |  |
| 10. | «Entrevista»                  | 4:46     |  |

## Sencillos
- Así no te amará jamás

## Créditos
- Dirección A&R: Rodrigo Noriega
- Coordinación de A&R: Karina Rodríguez
- Label Manager: Leslie Arellano
- Producción: Mario Iván Contreras, Alejandro Contreras
- Arreglos: Pavel Cal, Alejandro Contreras, Mario Iván Contreras
- Mezclado por : Andrés Saavedra
- Masterizado por: José María Gómez
- Arreglos de Cuerdas: Mike Levy y Pavel Cal
- Grabado por: José María Gómez
- Grabación de Voces por: Juan Cavazos
- Grabación de Coros por: Enrique López Lezama
- Grabación de Cuerdas por: Oscar Zambrano
- Grabación de B3 por: Carlos Murguía
- Batería: Alejandro Contreras
- Bajo: Enrique López Lezama
- Guitarras: Pavel Cal
- Pianos y teclados: Mario Iván Contreras
- B3: Carlos Murguía
- Coros: Dahiu Rosenblatt
- Cuerdas: Abigail Wilensky